# Rapporto Robbins
Il rapporto Robbins (rapporto del Comitato sull'istruzione superiore, presieduto da Lord Robbins) fu commissionato dal governo britannico e pubblicato nel 1963. Il comitato si riunì dal 1961 al 1963. Dopo la pubblicazione del rapporto, le sue conclusioni furono accettate da governo il 24 ottobre 1963.
Il rapporto raccomandava l'immediata espansione delle università e che a tutti i college di tecnologia avanzata fosse attribuito lo status di università. Di conseguenza, il numero di studenti universitari a tempo pieno sarebbe passato da 197.000 nell'anno accademico 1967-68 a 217.000 nell'anno accademico 1973-74 con "ulteriore grande espansione" in seguito.
Il rapporto ha anche concluso che i luoghi universitari "dovrebbero essere disponibili per tutti coloro che erano qualificati per loro capacità e risultati" (il cosiddetto principio di Robbins) e che tali istituzioni dovrebbero avere quattro principali "obiettivi essenziali per qualsiasi sistema adeguatamente equilibrato": abilità; promozione dei poteri generali della mente in modo da produrre non semplici specialisti ma piuttosto uomini e donne colti; mantenere la ricerca in equilibrio con l'insegnamento, poiché l'insegnamento non dovrebbe essere separato dal progresso dell'apprendimento e dalla ricerca della verità; e trasmettere una cultura comune e standard comuni di cittadinanza".
Il Capitolo X raccomandava l'istituzione del Consiglio per i premi accademici nazionali.
Lord Robbins divenne successivamente il primo cancelliere dell'Università di Stirling nel 1968.
Il responsabile della ricerca senior del comitato che ha redatto il rapporto era l'economista Richard Layard.